# Сологуб Антоніна Прокопівна
Антоніна Прокопівна Сологуб (нар. 1 травня 1941, село Шпитьки, тепер Києво-Святошинського району Київської області) — українська радянська діячка, оператор машинного доїння радгоспу «Шпитьківський» Києво-Святошинського району Київської області. Герой Соціалістичної Праці (12.02.1981). Депутат Верховної Ради СРСР 11-го скликання.

## Біографія
Народилася в багатодітній селянській родині Прокопа Павловича Минаєва, переселенця з Орловської області РРФСР. Батько загинув на фронтах Другої світової війни у 1945 році.
З 1958 року — доярка, з 1978 року — оператор машинного доїння радгоспу «Шпитьківський» села Шпитьки Києво-Святошинського району Київської області.
Освіта середня. Член КПРС з 1979 року.
З 1991 року — на пенсії в селі Шпитьки Києво-Святошинського району Київської області.

## Нагороди
- Герой Соціалістичної Праці (12.02.1981)
- орден Леніна (12.02.1981)
- орден Жовтневої Революції (14.02.1975)
- орден Трудового Червоного Прапора (7.04.1971)
- лауреат Державної премії СРСР (1979)
- медалі